# Phaonia candicans
Phaonia candicans är en tvåvingeart som först beskrevs av Pandelle 1898.  Phaonia candicans ingår i släktet Phaonia och familjen husflugor. Inga underarter finns listade i Catalogue of Life.